# Cencenighe Agordino
Cencenighe Agordino är en ort och kommun i provinsen Belluno i regionen Veneto i Italien. Kommunen hade 1 272 invånare (2018).